# Leviathan

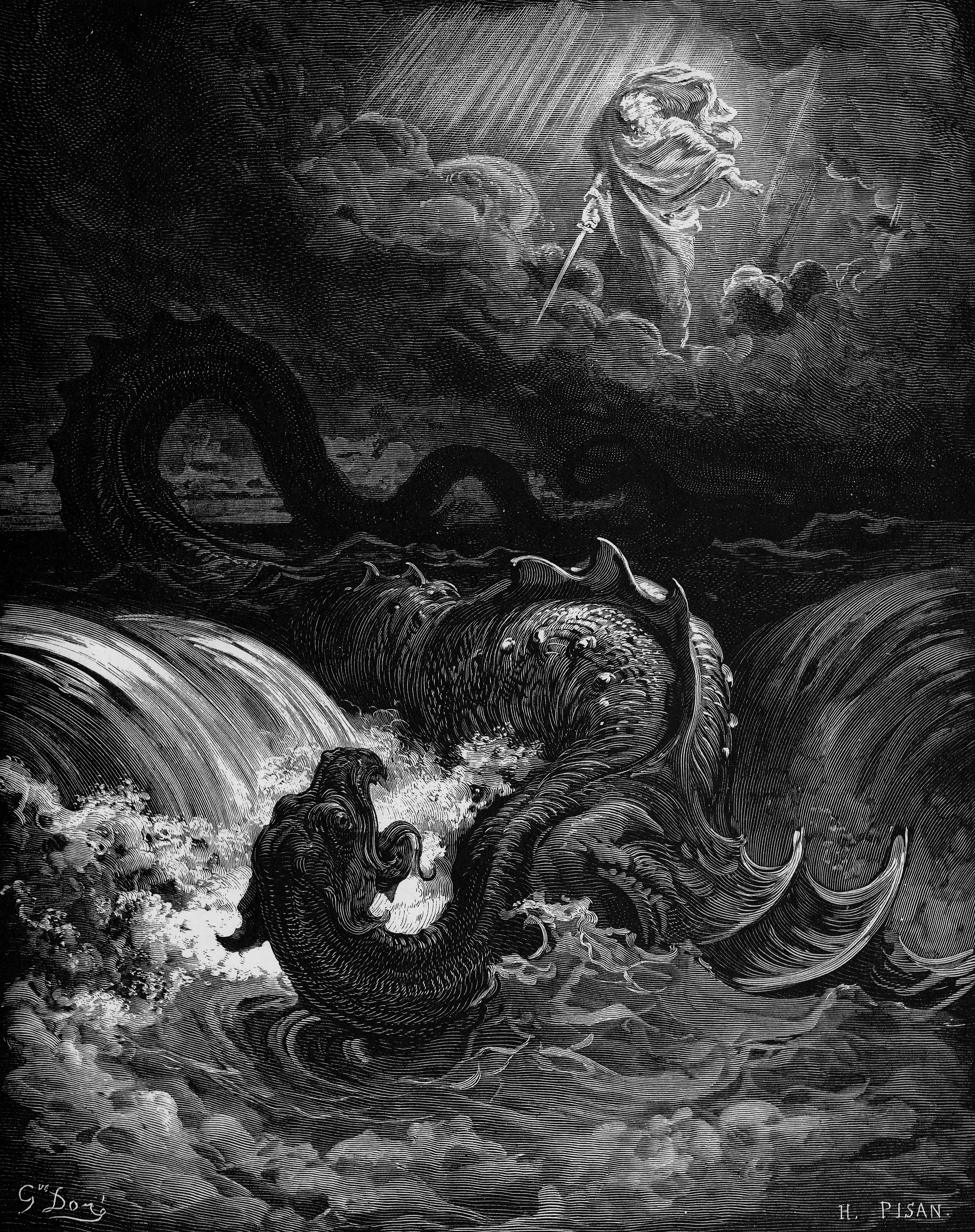
"Destruction of Leviathan", vẽ năm 1865 bởi Gustave Doré

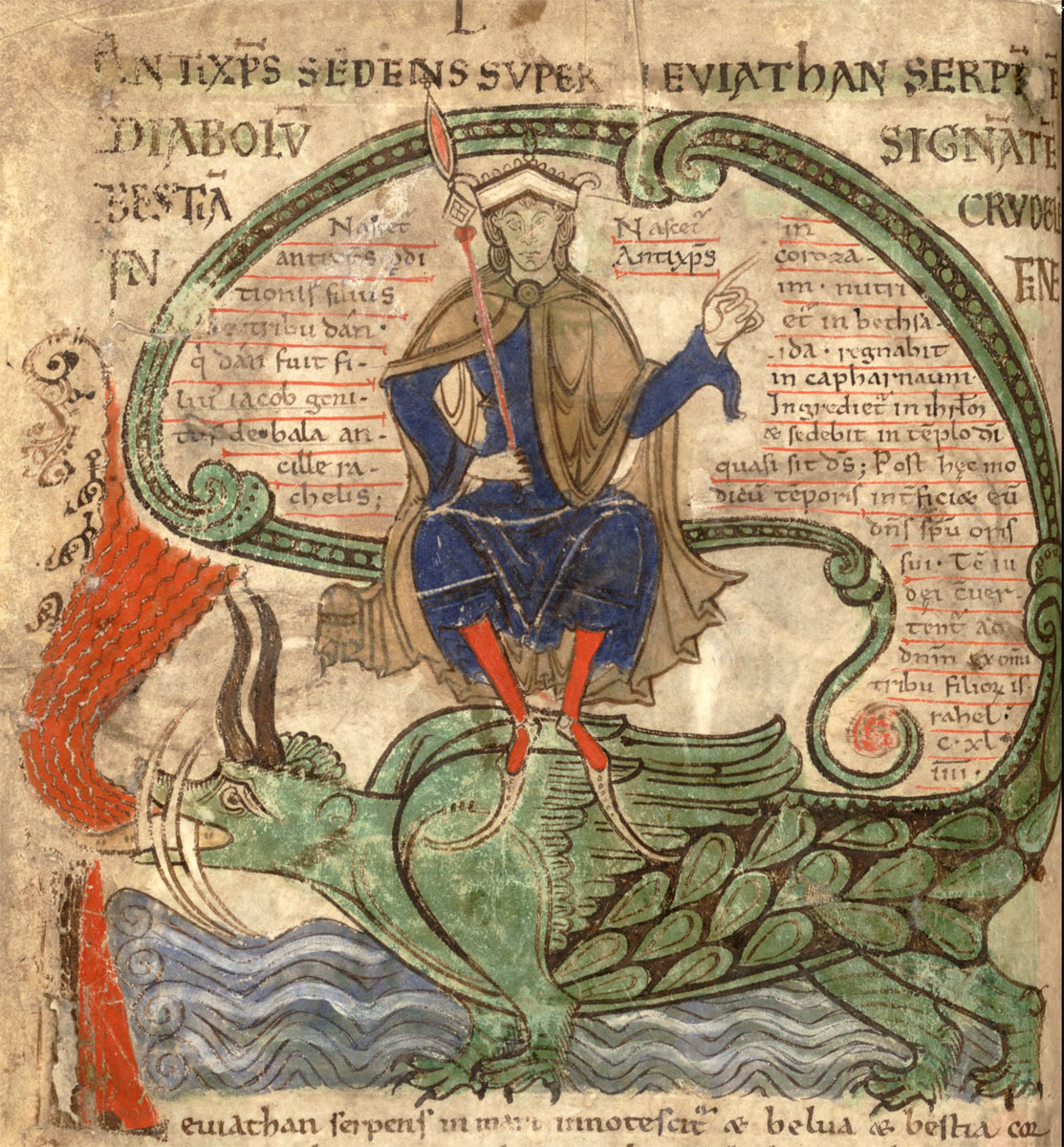
"Antichrist on Leviathan", trích trong Liber floridus, 1120

Leviathan (tiếng Hebrew: לִוְיָתָן, Līvəyāṯān, tiếng Việt: Giao Long hay Li-vơ-gia-tan), là một loài sinh vật biển thần thoại xuất hiện trong Kinh Thánh. Trong ngành khoa học nghiên cứu ma quỷ, Leviathan là một trong bảy hoàng tử của địa ngục, là tội đồ đố kỵ, ganh tỵ  và canh giữ cổng địa ngục. Trong văn học, (ví dụ tác phẩm Moby Dick của Herman Melville) con cá voi khổng lồ được ví như Leviathan. Leviathan cũng được mô tả trong sách Job.

## Trong kinh Do Thái
Leviathan được mô tả 6 lần trong kinh Do Thái: Đừng bao giờ hy vọng có thể chế ngự được Leviathan, vì nó quá mạnh, Leviathan có hàm răng vô cùng đáng sợ, với bộ vảy xếp kín trên lưng như tấm khiên giáp chắc chắn, đôi mắt của nó cháy rực và lấp lánh như ánh bình minh, hơi thở đầy lửa có thể làm nước biển sôi sục, da thịt của Leviathan cứng như đá, không một loại vũ khí nào có thể xuyên qua, Leviathan là vua của biển cả. Cũng giống như Behemoth, loài sinh vật sinh ra cùng với Leviathan, nó sẽ bị giết trong ngày cuối cùng (Tạm dịch)
Theo thần thoại, nó là con thú to lớn nhất dưới biển, sánh ngang với Behemoth trên cạn và Ziz trên không.

## Trong văn học Do Thái
Trong văn học Do Thái, Leviathan được mô tả giống như một con rồng sống ở Nơi tận cùng sâu thẳm. Sách mô tả rằng, trong ngày đầu tiên, Chúa đã tạo ra một cặp Leviathan, một con đực và một con cái, nhưng Chúa lo sợ rằng chúng sẽ phá hủy thế giới, đã giết con cái và dùng thịt của nó ban cho những người ngay thẳng chính trực trong ngày Đấng cứu thế giáng sinh.

## Cuốn sách của Job
Trong "Sách Job" chương 41, Leviathan được miêu tả bằng những câu thơ cổ:
"Bộ vảy chính là niềm tự hào của nó
Im lặng như một cơn gió biển
Khi lại gần nó
Không khí dường như biến mất
Tiếng hắt hơi loé lên như ánh sáng
Và đôi mắt của nó….
Mí mắt như buổi bình minh
Hàm nó như ngọn đuốc bừng cháy
Trước lỗ mũi, khói luồn ra
Từ sôi cho đến cháy bỏng
Hơi thở như than rực lửa
Như có ngọn lửa trong miệng nó
Cổ nó thật dài
Lấy hết can đảm khi đứng trước nó
Những bắp thịt rắn chắc và không cử động
Tim nó cứng như đá
Khi nó tỉnh dậy, nỗi sợ dâng trào
Kiếm không có tác dụng với nó
Kể cả giáo, mác và thương
Với nó, sắt chỉ như rơm, đồng chỉ là gỗ
Mũi tên không thể đuổi nó đi
Máy bắn đá chỉ bắn vào râu của nó
Nó cười trước tiếng rơi của giáo,mác
Nó như 1 cây búa tạ trước vũng bùn
Với nó,biển cả chỉ như một cái bình
Không có gì trên mặt đất giống nó
Được tạo nên bởi sự sợ hãi."